# Železnatý pramen (Karlovy Vary)
Železnatý pramen je 16. karlovarský minerální pramen. Nachází se na pravém břehu řeky Teplé stranou lázeňské části města. Umístěn je ve stráni nad řekou na vyvýšené terase v blízkosti budovy obchodní akademie. Je nejchladnějším minerálním pramenem Karlových Varů, jeho teplota je 11,9 °C. Je udáván jako volně přístupný.

## Historie
Pramen byl poprvé zachycen v roce 1852 na stráni nad pravým břehem řeky Teplé, asi 400 metrů před jejím ústím do Ohře. Již v minulých časech byla stráň v okolí pramene díky jeho vysokému obsahu železa zbarvována okrovou barvou. Od roku 1856 se pramen začal, na doporučení lékaře Rudolfa Mannla, užívat k pitné kúře. O čtyři roky později byly v blízkosti vývěru zřízeny Železité lázně, kde byla voda pramene využívána též ke koupelím.
Zachycený vývěr pramene byl v místech, kde ve dvacátých letech 20. století byla stavěna budova hospodářské školy (později Obchodní akademie Karlovy Vary). Během výstavby byl vývěr o několik metrů posunut, jímka pramene se ocitla pod vozovkou Bezručovy ulice, a následně byla voda potrubím svedena do nově vystavěného pavilonu v podobě malé sloupové haly nazývané pavilon Železnatého pramene, někdy též uváděné jako kolonáda Železnatého pramene. Na stěně haly byla umístěna kamenná mísa, do které tehdy pramen vyvěral z litinové plastiky lví hlavy.
V roce 1961 byl pavilon opraven a pramen byl opatřen deskou s jeho označením. Roku 1990 se uskutečnila celková rekonstrukce. Slavnostní otevření obnoveného pavilonu proběhlo 27. října 1990.

## Současný stav
Pramen vyvěrá v městské části Karlových Varů na místě poměrně vzdáleném od části lázeňské. Leží u frekventované Bezručovy ulice (automobilový provoz a městská autobusová doprava) a z lázeňského hlediska ztrácí na atraktivitě. Je v zanedbaném stavu. Deska s označením pramene ani litinová plastika lví hlavy se u vývěru již nenacházejí.
Pramen je udáván jako volně přístupný, avšak s poznámkou: z technických důvodů do odvolání uzavřen (duben 2019). Udávaná teplota pramene je 11,9 °C, vydatnost 1,8 litrů/min. a obsah CO2 1 600 mg/litr. Díky vysokému obsahu železa a arzénu se výrazně liší od ostatních karlovarských zdrojů.
Není vyhlášen jako přírodní léčivý zdroj.

## Fotogalerie

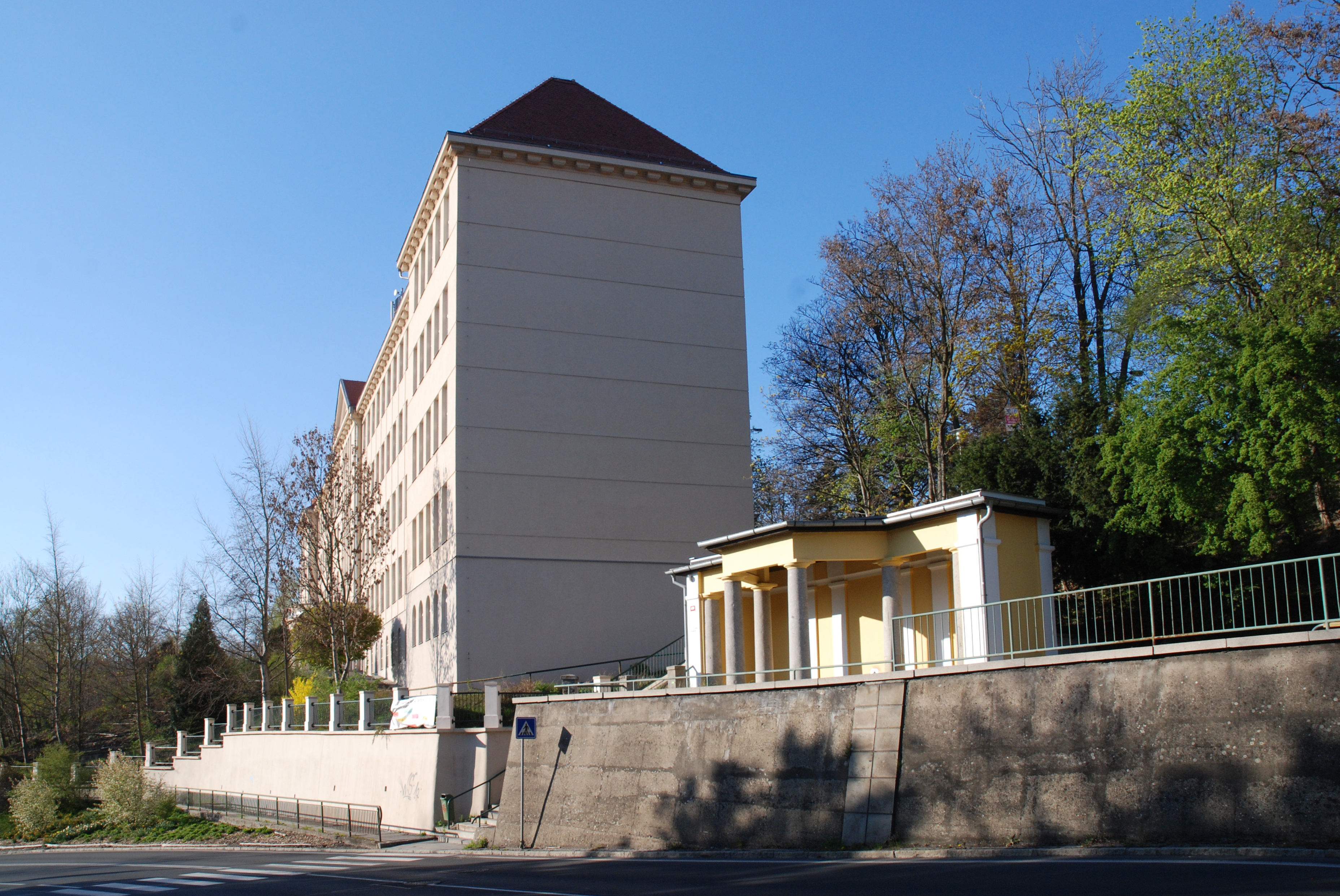
Pavilon pramene, v pozadí budova obchodní akademie, duben  2019
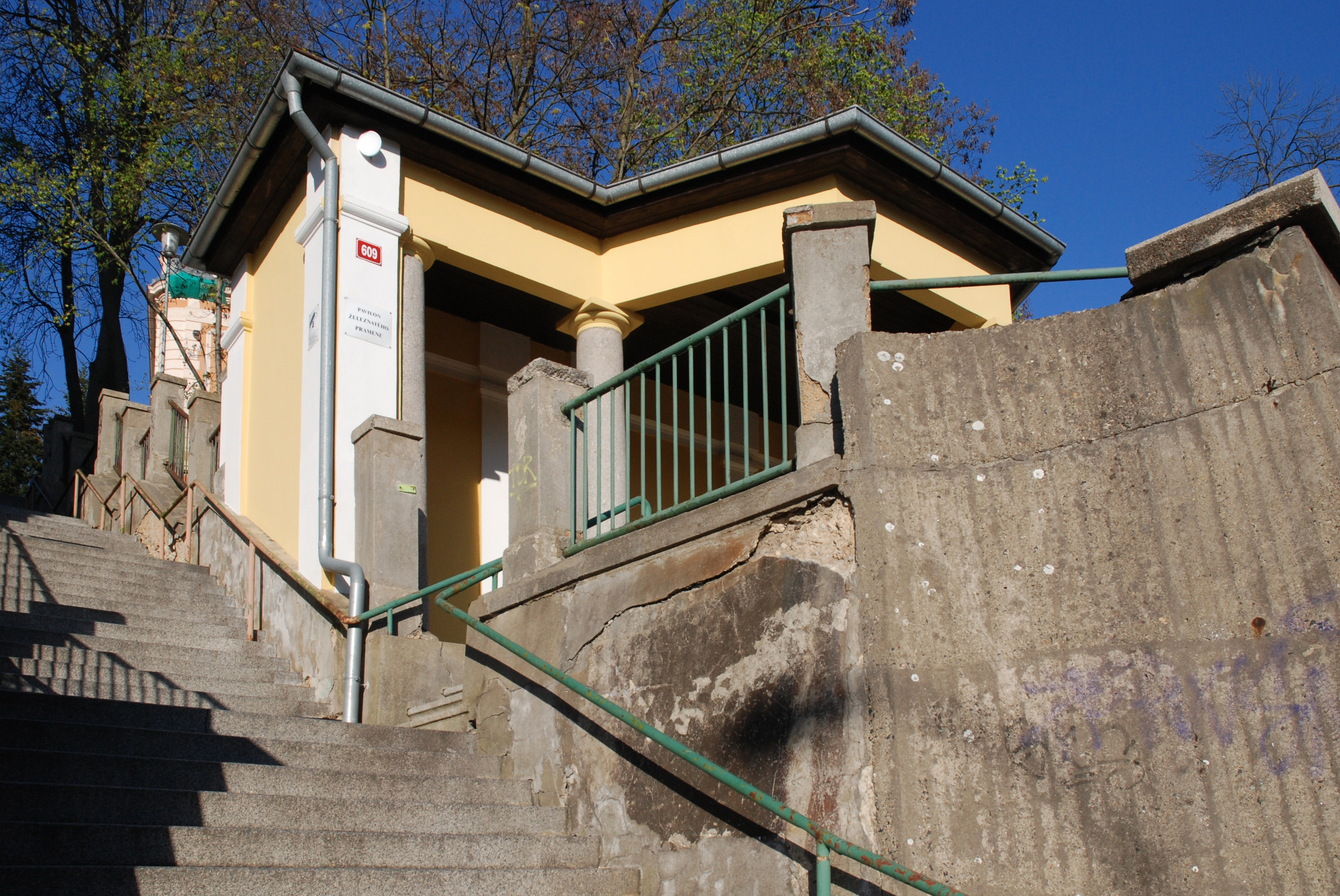
Od přístupového schodiště, duben 2019
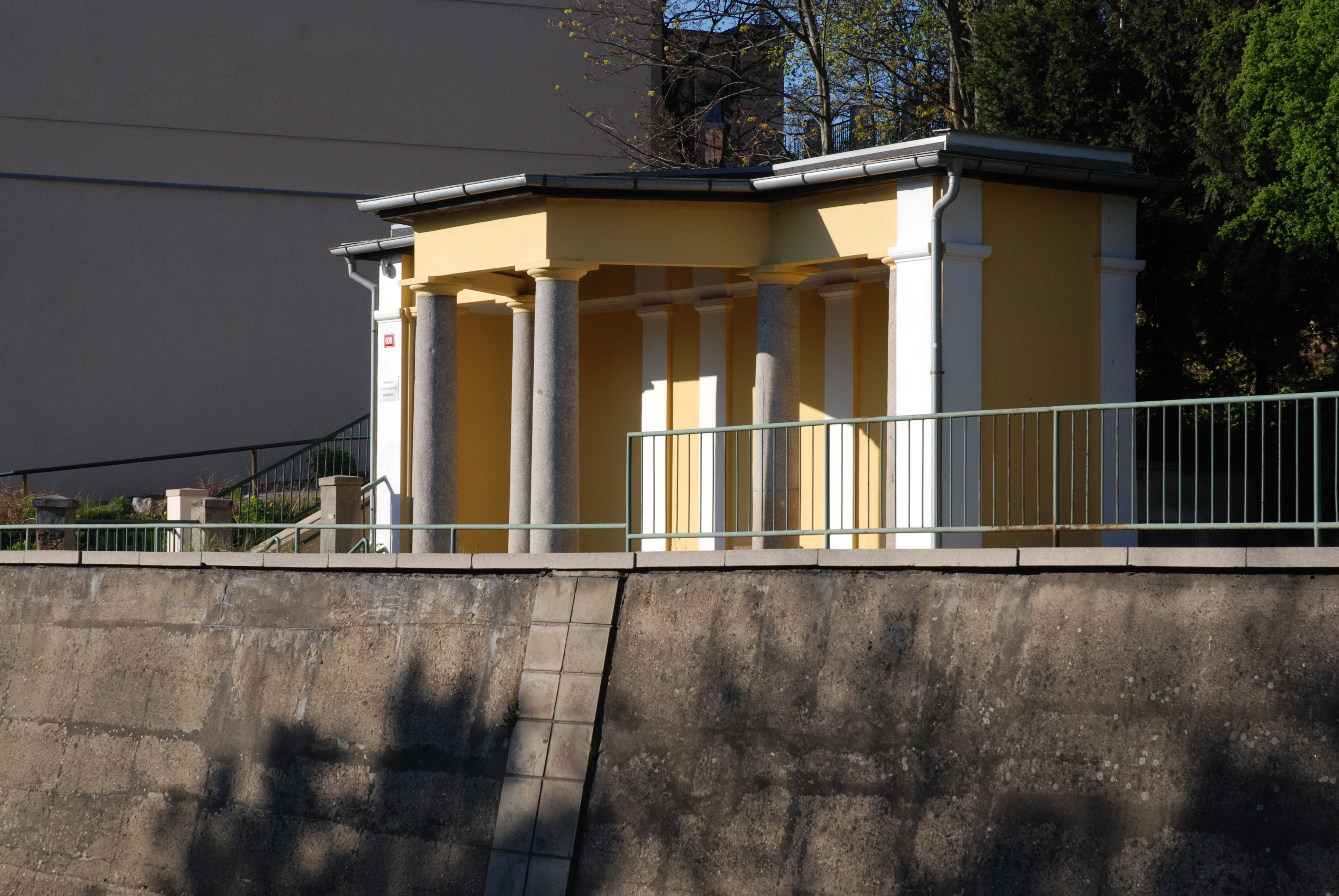
Z Bezručovy ulice, duben 2019
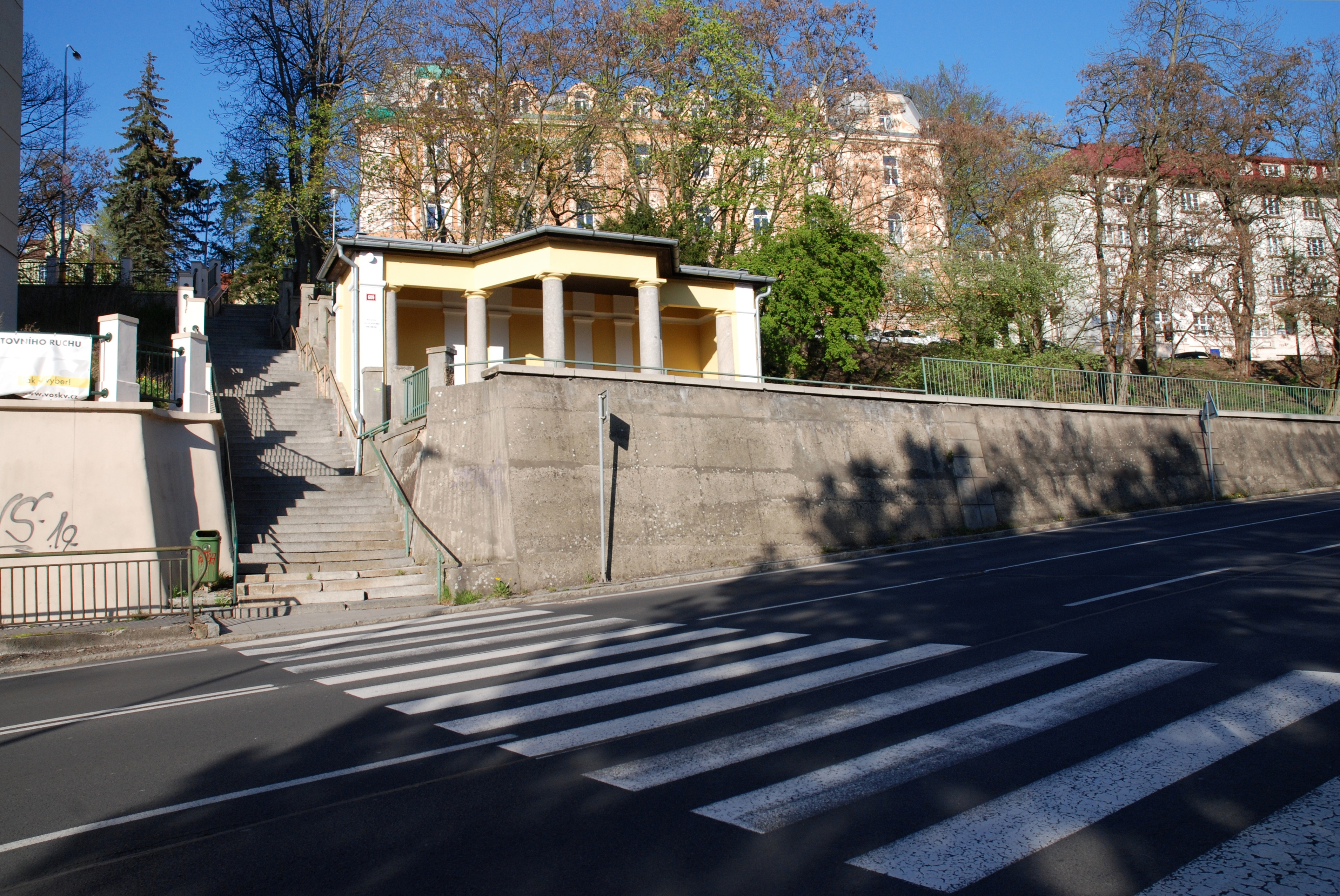
Z Bezručovy ulice, duben 2019
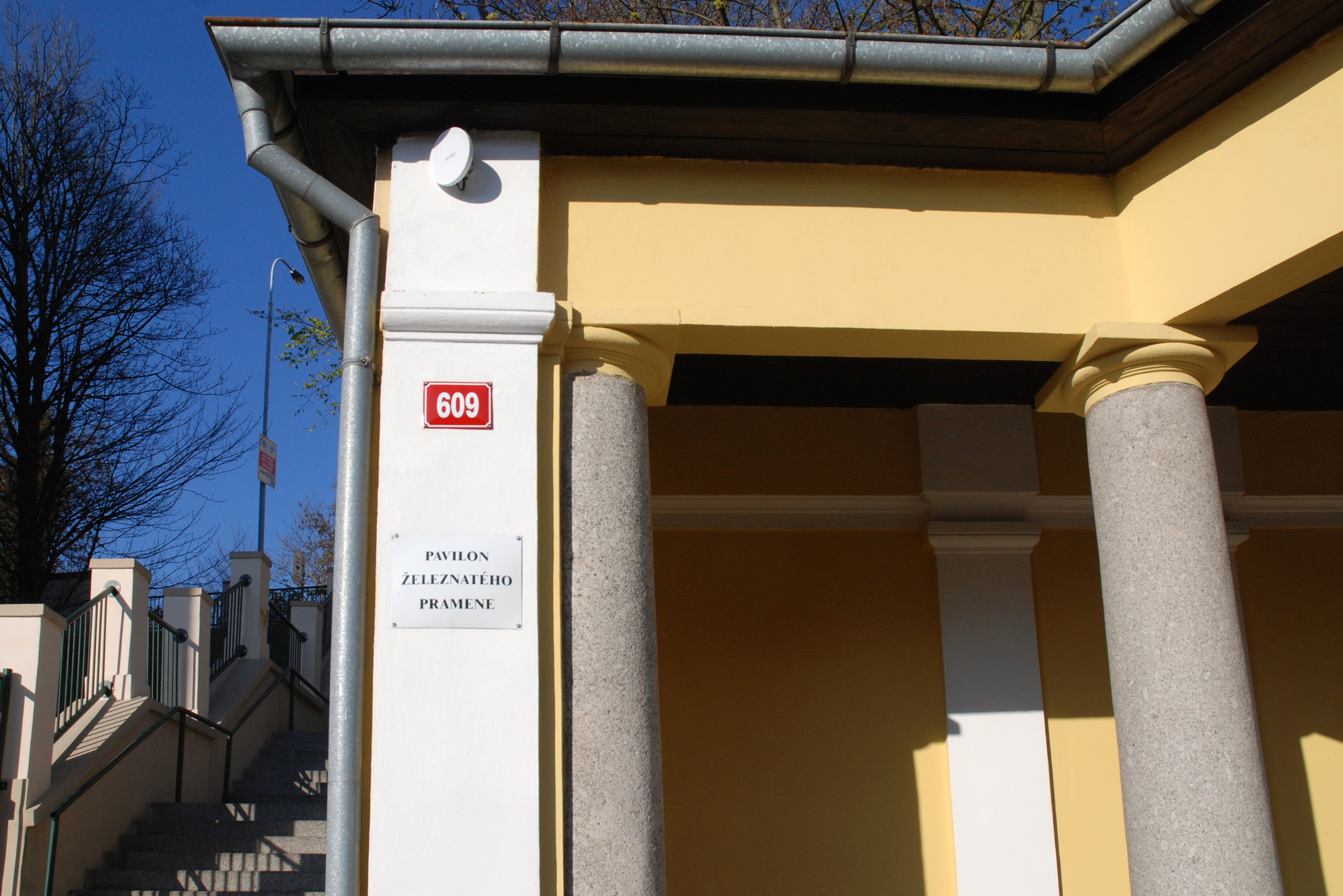
Od přístupu do pavilonu, duben 2019
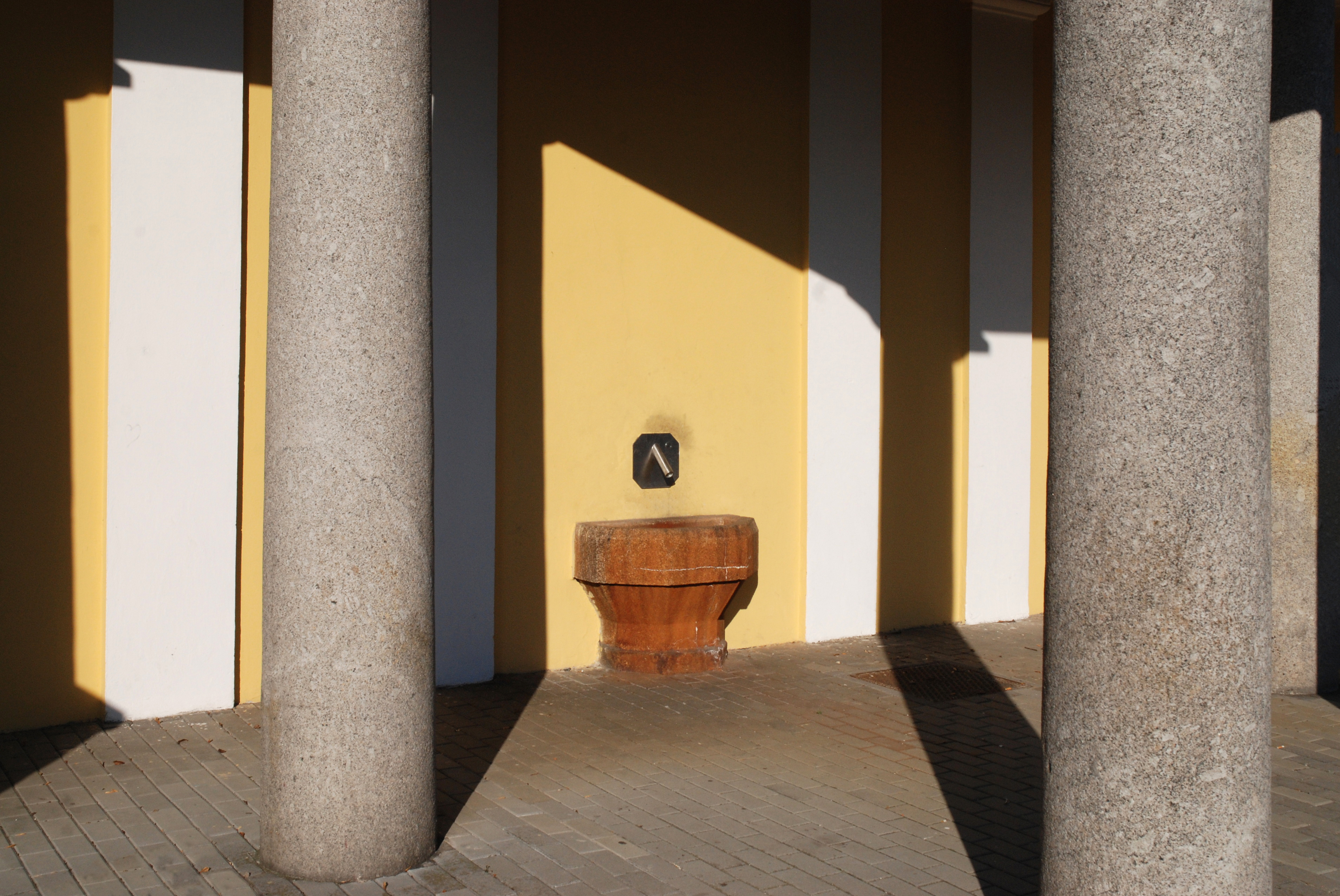
Vývěr pramene, duben 2019
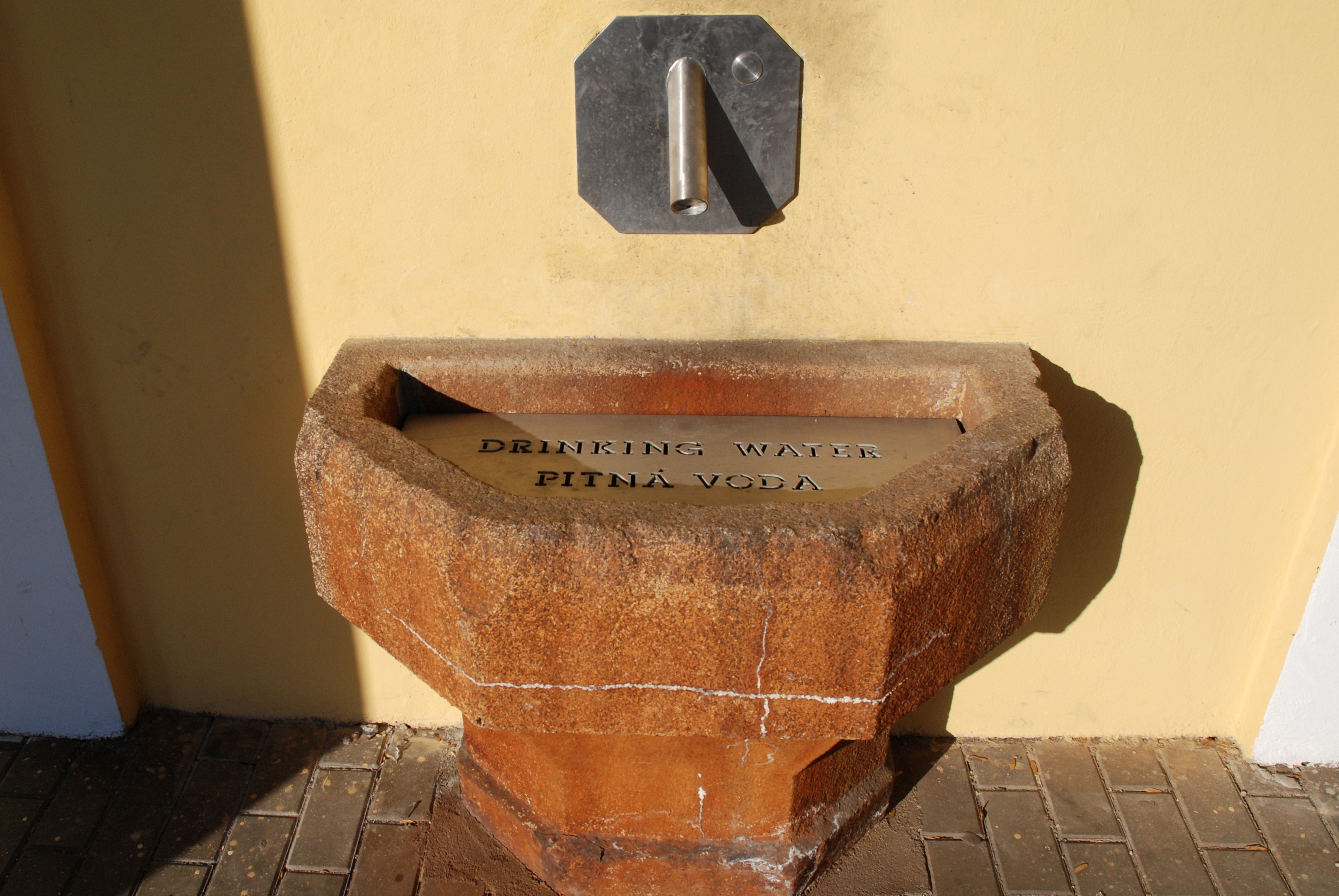
Detail vývěru pramene, duben 2019